# Собковиці
Собковиці (пол. Sobkowice, нім. Zopkendorf) — село в Польщі, у гміні Костомлоти Сьредського повіту Нижньосілезького воєводства.
У 1975-1998 роках село належало до Вроцлавського воєводства.